# Élections législatives de 1876 dans la Seine
Les élections législatives de 1876 ont eu lieu les 20 février et 5 mars 1876.

## Députés élus
|    | Circonscription                    | Député élu                  |  | Groupe parlementaire |
| -- | ---------------------------------- | --------------------------- |  | -------------------- |
| 1  | Ier arrondissement                 | Pierre Tirard               |  | Union républicaine   |
| 2  | IIe arrondissement                 | Émile Brelay                |  | Union républicaine   |
| 3  | IIIe arrondissement                | Eugène Spuller              |  | Union républicaine   |
| 4  | IVe arrondissement                 | Désiré Barodet              |  | Union républicaine   |
| 5  | Ve arrondissement                  | Louis Blanc                 |  | Union républicaine   |
| 6  | VIe arrondissement                 | Pierre Denfert-Rochereau    |  | Union républicaine   |
| 7  | VIIe arrondissement                | Charles-Félix Frébault      |  | Union républicaine   |
| 8  | VIIIe arrondissement               | Louis Decazes de Glucksberg |  | Centre droit         |
| 9  | IXe arrondissement                 | Adolphe Thiers              |  | Centre gauche        |
| 10 | Xe arrondissement                  | Henri Brisson               |  | Union républicaine   |
| 11 | XIe arrondissement                 | Charles Floquet             |  | Union républicaine   |
| 12 | XIIe arrondissement                | Louis Greppo                |  | Union républicaine   |
| 13 | XIIIe arrondissement               | François Cantagrel          |  | Extrême-gauche       |
| 14 | XIVe arrondissement                | Germain Casse               |  | Extrême-gauche       |
| 15 | XVe arrondissement                 | Eugène Farcy                |  | Union républicaine   |
| 16 | XVIe arrondissement                | Pierre Marmottan            |  | Union républicaine   |
| 17 | XVIIe arrondissement               | Pascal Duprat               |  | Gauche républicaine  |
| 18 | XVIIIe arrondissement              | Georges Clemenceau          |  | Union républicaine   |
| 19 | XIXe arrondissement                | François Allain-Targé       |  | Extrême-gauche       |
| 20 | XXe arrondissement                 | Léon Gambetta               |  | Union républicaine   |
| 21 | 1re circonscription de Saint-Denis | Camille Sée                 |  | Gauche républicaine  |
| 22 | 2e circonscription de Saint-Denis  | Édouard Bamberger           |  | Gauche républicaine  |
| 23 | 3e circonscription de Saint-Denis  | Émile Deschanel             |  | Centre gauche        |
| 24 | 1re circonscription de Sceaux      | Benjamin Raspail            |  | Extrême-gauche       |
| 25 | 2e circonscription de Sceaux       | Alfred Talandier            |  | Extrême-gauche       |

## Résultats à l'échelle du département
| Partis         | Partis                                      | Premier tour | Premier tour | Deuxième tour | Deuxième tour | Sièges |
| Partis         | Partis                                      | Voix         | %            | Voix          | %             | Sièges |
| -------------- | ------------------------------------------- | ------------ | ------------ | ------------- | ------------- | ------ |
|                | Républicains radicaux                       | 197 338      | 58,96        | 69 004        | 37,31         | 15     |
|                | Républicains modérés                        | 47 582       | 14,22        | 11 866        | 12,59         | 2      |
|                | Orléanistes, Centre droit, Constitutionnels | 44 360       | 13,25        | 3 184         | 3,38          | 1      |
|                | Républicains conservateurs                  | 26 914       | 8,04         | 5 816         | 6,17          | 2      |
|                | Bonapartistes                               | 14 552       | 4,35         | 9 186         | 9,74          | 0      |
|                | Républicain intransigeant                   | 3 800        | 1,14         | 28 067        | 29,77         | 6      |
|                | Divers                                      | 1 450        | 0,43         | 993           | 1,05          | 0      |
|                | Légitimistes                                | 1 327        | 0,40         |               |               | 0      |
|                |                                             |              |              |               |               |        |
| Inscrits       | Inscrits                                    | 451 078      | 100,00       | 154 688       | 100,00        | 25     |
| Votants        | Votants                                     |              |              | 105 845       | 68,42         |        |
| Abstentions    | Abstentions                                 |              |              | 48 843        | 31,58         |        |
| Blancs et nuls | Blancs et nuls                              |              |              | 11 559        | 10,92         |        |
| Exprimés       | Exprimés                                    | 334 672      | 74,19        | 94 286        | 89,08         |        |

## Résultats par arrondissement

### Ierarrondissement- Louvre
| Candidats      | Candidats                | Étiquette           | Premier tour | Premier tour | Deuxième tour | Deuxième tour |
| Candidats      | Candidats                | Étiquette           | Voix         | %            | Voix          | %             |
| -------------- | ------------------------ | ------------------- | ------------ | ------------ | ------------- | ------------- |
|                | Pierre Tirard            | Républicain radical | 6 311        | 46,36        | 8 761         | 73,34         |
|                | Georges Eugène Haussmann | Bonapartiste        | 2 958        | 21,73        |               |               |
|                | Pierre Maillard          | Républicain radical | 2 068        | 15,19        |               |               |
|                | Alexandre de Plœuc       | Centre droit        | 1 372        | 10,08        | 3 184         | 26,66         |
|                | Martial-Bernard          | Républicain modéré  | 557          | 4,09         |               |               |
|                | Lamouroux                | Républicain radical | 347          | 2,55         |               |               |
|                |                          |                     |              |              |               |               |
| Inscrits       | Inscrits                 | Inscrits            | 17 702       | 100,00       | 17 702        | 100,00        |
| Votants        | Votants                  | Votants             | 13 636       | 77,03        | 12 202        | 68,93         |
| Abstention     | Abstention               | Abstention          | 4 066        | 22,97        | 5 500         | 31,07         |
| Blancs et nuls | Blancs et nuls           | Blancs et nuls      | 23           | 0,17         | 257           | 2,11          |
| Exprimés       | Exprimés                 | Exprimés            | 13 613       | 99,83        | 11 945        | 97,89         |

### IIearrondissement- Bourse
| Candidats      | Candidats                | Étiquette                 | Premier tour | Premier tour |
| Candidats      | Candidats                | Étiquette                 | Voix         | %            |
| -------------- | ------------------------ | ------------------------- | ------------ | ------------ |
|                | Émile Brelay             | Républicain radical       | 8 077        | 63,32        |
|                | Cresson                  | Républicain modéré        | 3 203        | 25,11        |
|                | Thorel                   | Républicain conservateur  | 753          | 5,90         |
|                | Loiseau-Pinson           | Républicain intransigeant | 461          | 3,61         |
|                | Georges Eugène Haussmann | Bonapartiste              | 262          | 2,05         |
|                |                          |                           |              |              |
| Inscrits       | Inscrits                 | Inscrits                  | 16 633       | 100,00       |
| Votants        | Votants                  | Votants                   | 13 039       | 78,39        |
| Abstention     | Abstention               | Abstention                | 3 594        | 21,61        |
| Blancs et nuls | Blancs et nuls           | Blancs et nuls            | 283          | 2,17         |
| Exprimés       | Exprimés                 | Exprimés                  | 12 756       | 97,83        |

### IIIearrondissement- Temple
| Candidats      | Candidats                | Étiquette                 | Premier tour | Premier tour | Deuxième tour | Deuxième tour |
| Candidats      | Candidats                | Étiquette                 | Voix         | %            | Voix          | %             |
| -------------- | ------------------------ | ------------------------- | ------------ | ------------ | ------------- | ------------- |
|                | Eugène Spuller           | Républicain radical       | 8 266        | 51,39        | 12 043        | 92,75         |
|                | Édouard Bonnet-Duverdier | Républicain intransigeant | 4 402        | 27,37        | 455           | 3,50          |
|                | Charles Dietz-Monnin     | Républicain conservateur  | 3 416        | 21,24        | 487           | 3,75          |
|                |                          |                           |              |              |               |               |
| Inscrits       | Inscrits                 | Inscrits                  | 21 273       | 100,00       | 21 273        | 100,00        |
| Votants        | Votants                  | Votants                   | 16 579       | 77,93        | 14 068        | 66,13         |
| Abstention     | Abstention               | Abstention                | 4 694        | 22,07        | 7 205         | 33,87         |
| Blancs et nuls | Blancs et nuls           | Blancs et nuls            | 495          | 2,99         | 1 083         | 7,70          |
| Exprimés       | Exprimés                 | Exprimés                  | 16 084       | 97,01        | 12 985        | 92,30         |

### IVearrondissement- Hôtel-de-ville
| Candidats      | Candidats                | Étiquette                 | Premier tour | Premier tour |
| Candidats      | Candidats                | Étiquette                 | Voix         | %            |
| -------------- | ------------------------ | ------------------------- | ------------ | ------------ |
|                | Désiré Barodet           | Républicain intransigeant | 8 930        | 59,27        |
|                | Joseph Vautrain          | Centre gauche             | 4 385        | 29,11        |
|                | Charles Loiseau-Pinson   | Républicain radical       | 1 485        | 9,86         |
|                | Georges Eugène Haussmann | Bonapartiste              | 266          | 1,77         |
|                |                          |                           |              |              |
| Inscrits       | Inscrits                 | Inscrits                  | 19 199       | 100,00       |
| Votants        | Votants                  | Votants                   | 15 461       | 80,53        |
| Abstention     | Abstention               | Abstention                | 3 738        | 19,47        |
| Blancs et nuls | Blancs et nuls           | Blancs et nuls            | 395          | 2,55         |
| Exprimés       | Exprimés                 | Exprimés                  | 15 066       | 97,45        |

### Vearrondissement- Panthéon
| Candidats      | Candidats               | Étiquette                 | Premier tour | Premier tour |
| Candidats      | Candidats               | Étiquette                 | Voix         | %            |
| -------------- | ----------------------- | ------------------------- | ------------ | ------------ |
|                | Louis Blanc             | Républicain intransigeant | 9 809        | 64,23        |
|                | Delacour                | Orléaniste                | 3 890        | 25,47        |
|                | Jérôme Galloni d'Istria | Bonapartiste              | 1 572        | 10,29        |
|                |                         |                           |              |              |
| Inscrits       | Inscrits                | Inscrits                  | 20 248       | 100,00       |
| Votants        | Votants                 | Votants                   | 15 693       | 77,50        |
| Abstention     | Abstention              | Abstention                | 4 555        | 22,50        |
| Blancs et nuls | Blancs et nuls          | Blancs et nuls            | 422          | 2,69         |
| Exprimés       | Exprimés                | Exprimés                  | 15 271       | 97,31        |

### VIearrondissement- Luxembourg
| Candidats      | Candidats                | Étiquette                 | Premier tour | Premier tour |
| Candidats      | Candidats                | Étiquette                 | Voix         | %            |
| -------------- | ------------------------ | ------------------------- | ------------ | ------------ |
|                | Pierre Denfert-Rochereau | Républicain radical       | 8 975        | 54,31        |
|                | Colin de Verdière        | Conservateur              | 5 295        | 32,04        |
|                | Accolas                  | Républicain intransigeant | 1 834        | 11,10        |
|                | Langlade de Montgros     | Légitimiste               | 420          | 2,54         |
|                |                          |                           |              |              |
| Inscrits       | Inscrits                 | Inscrits                  | 21 266       | 100,00       |
| Votants        | Votants                  | Votants                   | 16 810       | 79,05        |
| Abstention     | Abstention               | Abstention                | 4 456        | 20,95        |
| Blancs et nuls | Blancs et nuls           | Blancs et nuls            | 286          | 1,70         |
| Exprimés       | Exprimés                 | Exprimés                  | 16 524       | 98,30        |

### VIIearrondissement- Palais-Bourbon
| Candidats      | Candidats              | Étiquette           | Premier tour | Premier tour | Deuxième tour | Deuxième tour |
| Candidats      | Candidats              | Étiquette           | Voix         | %            | Voix          | %             |
| -------------- | ---------------------- | ------------------- | ------------ | ------------ | ------------- | ------------- |
|                | Bartholoni             | Bonapartiste        | 3 317        | 27,18        | 5 174         | 45,70         |
|                | Charles-Félix Frébault | Républicain radical | 3 105        | 25,44        | 6 148         | 54,30         |
|                | Langlois               | Républicain modéré  | 3 086        | 25,28        |               |               |
|                | De Germiny             | Conservateur        | 2 697        | 22,10        |               |               |
|                |                        |                     |              |              |               |               |
| Inscrits       | Inscrits               | Inscrits            | 16 836       | 100,00       | 16 836        | 100,00        |
| Votants        | Votants                | Votants             | 12 406       | 73,69        | 11 577        | 68,76         |
| Abstention     | Abstention             | Abstention          | 4 430        | 26,31        | 5 259         | 31,24         |
| Blancs et nuls | Blancs et nuls         | Blancs et nuls      | 201          | 1,62         | 255           | 2,20          |
| Exprimés       | Exprimés               | Exprimés            | 12 205       | 98,38        | 11 322        | 97,80         |

### VIIIearrondissement- Élysée
| Candidats      | Candidats                   | Étiquette           | Premier tour | Premier tour | Deuxième tour | Deuxième tour |
| Candidats      | Candidats                   | Étiquette           | Voix         | %            | Voix          | %             |
| -------------- | --------------------------- | ------------------- | ------------ | ------------ | ------------- | ------------- |
|                | Louis Decazes de Glucksberg | Centre droit        | 3 810        | 32,75        | 7 232         | 74,06         |
|                | Victor Chauffour            | Républicain radical | 3 612        | 31,05        |               |               |
|                | Raoul Duval                 | Bonapartiste        | 3 472        | 29,85        | 2 533         | 25,94         |
|                | Ferdinand Riant             | Conservateur        | 738          | 6,34         |               |               |
|                |                             |                     |              |              |               |               |
| Inscrits       | Inscrits                    | Inscrits            | 15 353       | 100,00       | 15 353        | 100,00        |
| Votants        | Votants                     | Votants             | 11 641       | 75,82        | 10 924        | 71,15         |
| Abstention     | Abstention                  | Abstention          | 3 712        | 24,18        | 4 429         | 28,85         |
| Blancs et nuls | Blancs et nuls              | Blancs et nuls      | 9            | 0,08         | 1 159         | 10,61         |
| Exprimés       | Exprimés                    | Exprimés            | 11 632       | 99,92        | 9 765         | 89,39         |

### IXearrondissement- Opéra
| Candidats      | Candidats      | Étiquette                | Premier tour | Premier tour |
| Candidats      | Candidats      | Étiquette                | Voix         | %            |
| -------------- | -------------- | ------------------------ | ------------ | ------------ |
|                | Adolphe Thiers | Républicain conservateur | 10 399       | 63,29        |
|                | Daguin         | Centre droit             | 5 923        | 36,05        |
|                | Godeau         | Divers                   | 109          | 0,66         |
|                |                |                          |              |              |
| Inscrits       | Inscrits       | Inscrits                 | 22 332       | 100,00       |
| Votants        | Votants        | Votants                  | 17 801       | 79,71        |
| Abstention     | Abstention     | Abstention               | 4 531        | 20,29        |
| Blancs et nuls | Blancs et nuls | Blancs et nuls           | 1 370        | 7,70         |
| Exprimés       | Exprimés       | Exprimés                 | 16 431       | 92,30        |

### Xearrondissement- Enclos-Saint-Lazare
| Candidats      | Candidats           | Étiquette                | Premier tour | Premier tour |
| Candidats      | Candidats           | Étiquette                | Voix         | %            |
| -------------- | ------------------- | ------------------------ | ------------ | ------------ |
|                | Henri Brisson       | Républicain radical      | 15 630       | 73,01        |
|                | Dubail              | Républicain conservateur | 4 452        | 20,79        |
|                | L' abbé de Humbourg | Légitimiste              | 1 327        | 6,20         |
|                |                     |                          |              |              |
| Inscrits       | Inscrits            | Inscrits                 | 29 139       | 100,00       |
| Votants        | Votants             | Votants                  | 21 988       | 75,46        |
| Abstention     | Abstention          | Abstention               | 7 151        | 24,54        |
| Blancs et nuls | Blancs et nuls      | Blancs et nuls           | 579          | 2,63         |
| Exprimés       | Exprimés            | Exprimés                 | 21 409       | 97,37        |

### XIearrondissement- Popincourt
| Candidats      | Candidats       | Étiquette                | Premier tour | Premier tour |
| Candidats      | Candidats       | Étiquette                | Voix         | %            |
| -------------- | --------------- | ------------------------ | ------------ | ------------ |
|                | Charles Floquet | Républicain radical      | 21 559       | 92,83        |
|                | Mazaroz         | Républicain conservateur | 1 664        | 7,17         |
|                |                 |                          |              |              |
| Inscrits       | Inscrits        | Inscrits                 | 32 732       | 100,00       |
| Votants        | Votants         | Votants                  | 25 754       | 78,68        |
| Abstention     | Abstention      | Abstention               | 6 978        | 21,32        |
| Blancs et nuls | Blancs et nuls  | Blancs et nuls           | 2 531        | 9,83         |
| Exprimés       | Exprimés        | Exprimés                 | 23 223       | 90,17        |

### XIIearrondissement- Reuilly
| Candidats      | Candidats      | Étiquette           | Premier tour | Premier tour |
| Candidats      | Candidats      | Étiquette           | Voix         | %            |
| -------------- | -------------- | ------------------- | ------------ | ------------ |
|                | Louis Greppo   | Républicain radical | 7 314        | 60,87        |
|                | Eugène Farcy   | Républicain radical | 1 901        | 15,82        |
|                | De Rancy       | Centre droit        | 1 825        | 15,19        |
|                | Beaure         | Républicain modéré  | 566          | 4,71         |
|                | Perrinelle     | Républicain radical | 410          | 3,41         |
|                |                |                     |              |              |
| Inscrits       | Inscrits       | Inscrits            | 15 561       | 100,00       |
| Votants        | Votants        | Votants             | 12 605       | 81,00        |
| Abstention     | Abstention     | Abstention          | 2 956        | 19,00        |
| Blancs et nuls | Blancs et nuls | Blancs et nuls      | 589          | 4,67         |
| Exprimés       | Exprimés       | Exprimés            | 12 016       | 95,33        |

### XIIIearrondissement- Gobelins
| Candidats      | Candidats                 | Étiquette                 | Premier tour | Premier tour |
| Candidats      | Candidats                 | Étiquette                 | Voix         | %            |
| -------------- | ------------------------- | ------------------------- | ------------ | ------------ |
|                | Louis Blanc               | Républicain intransigeant | 6 938        | 83,66        |
|                | Armand de Revel du Perron | Bonapartiste              | 1 355        | 16,34        |
|                |                           |                           |              |              |
| Inscrits       | Inscrits                  | Inscrits                  | 11 767       | 100,00       |
| Votants        | Votants                   | Votants                   | 8 317        | 70,68        |
| Abstention     | Abstention                | Abstention                | 3 450        | 29,32        |
| Blancs et nuls | Blancs et nuls            | Blancs et nuls            | 24           | 0,29         |
| Exprimés       | Exprimés                  | Exprimés                  | 8 293        | 99,71        |

#### Élection complémentaire pour remplacer Louis Blanc les 9 et 23 avril 1876
| Candidats      | Candidats                 | Étiquette                 | Premier tour | Premier tour | Deuxième tour | Deuxième tour |
| Candidats      | Candidats                 | Étiquette                 | Voix         | %            | Voix          | %             |
| -------------- | ------------------------- | ------------------------- | ------------ | ------------ | ------------- | ------------- |
|                | François Cantagrel        | Républicain intransigeant | 3 800        | 37,71        | 5 586         | 69,96         |
|                | Georges Martin            | Républicain intransigeant | 1 799        | 17,85        |               |               |
|                | Habay                     | Républicain radical       | 1 742        | 17,29        | 1 228         | 14,94         |
|                | Armand de Revel du Perron | Bonapartiste              | 1 051        | 10,43        | 1 251         | 15,22         |
|                | Charles Pernolet          | Républicain conservateur  | 907          | 9,00         |               |               |
|                | Grossetête                | Républicain radical       | 754          | 7,48         |               |               |
|                | Louis Combes              | Divers                    | 24           | 0,24         |               |               |
|                |                           |                           |              |              |               |               |
| Inscrits       | Inscrits                  | Inscrits                  | 12 623       | 100,00       | 12 623        | 100,00        |
| Votants        | Votants                   | Votants                   | 10 118       | 80,16        | 8 633         | 68,39         |
| Abstention     | Abstention                | Abstention                | 2 505        | 19,84        | 3 990         | 31,61         |
| Blancs et nuls | Blancs et nuls            | Blancs et nuls            | 41           | 0,41         | 415           | 4,81          |
| Exprimés       | Exprimés                  | Exprimés                  | 10 077       | 99,59        | 8 218         | 95,19         |

### XIVearrondissement- Observatoire
| Candidats      | Candidats      | Étiquette                 | Premier tour | Premier tour | Deuxième tour | Deuxième tour |
| Candidats      | Candidats      | Étiquette                 | Voix         | %            | Voix          | %             |
| -------------- | -------------- | ------------------------- | ------------ | ------------ | ------------- | ------------- |
|                | Germain Casse  | Républicain intransigeant | 4 840        | 46,69        | 7 651         | 83,80         |
|                | L. Asseline    | Républicain radical       | 2 070        | 19,97        |               |               |
|                | Jacques        | Républicain modéré        | 1 563        | 15,08        |               |               |
|                | G. Lachaud     | Bonapartiste              | 1 210        | 11,67        | 1 479         | 16,20         |
|                | Goltat         | Centre droit              | 575          | 5,55         |               |               |
|                | Leneveux       | Républicain intransigeant | 109          | 1,05         |               |               |
|                |                |                           |              |              |               |               |
| Inscrits       | Inscrits       | Inscrits                  | 14 113       | 100,00       | 14 113        | 100,00        |
| Votants        | Votants        | Votants                   | 10 427       | 73,88        | 9 369         | 66,39         |
| Abstention     | Abstention     | Abstention                | 3 686        | 26,12        | 4 744         | 33,61         |
| Blancs et nuls | Blancs et nuls | Blancs et nuls            | 60           | 0,58         | 239           | 2,55          |
| Exprimés       | Exprimés       | Exprimés                  | 10 367       | 99,42        | 9 130         | 97,45         |

### XVearrondissement- Vaugirard
| Candidats      | Candidats      | Étiquette                 | Premier tour | Premier tour | Deuxième tour | Deuxième tour |
| Candidats      | Candidats      | Étiquette                 | Voix         | %            | Voix          | %             |
| -------------- | -------------- | ------------------------- | ------------ | ------------ | ------------- | ------------- |
|                | Eugène Farcy   | Républicain radical       | 4 824        | 45,12        | 8 222         | 85,29         |
|                | Thulié         | Républicain radical       | 3 654        | 34,18        |               |               |
|                | Moussy         | Républicain conservateur  | 1 304        | 12,20        | 1 418         | 14,71         |
|                | Jobbé-Duval    | Républicain intransigeant | 854          | 7,99         |               |               |
|                | Arthur Hubard  | Républicain radical       | 55           | 0,51         |               |               |
|                |                |                           |              |              |               |               |
| Inscrits       | Inscrits       | Inscrits                  | 15 506       | 100,00       | 15 506        | 100,00        |
| Votants        | Votants        | Votants                   | 11 141       | 71,85        | 10 031        | 64,69         |
| Abstention     | Abstention     | Abstention                | 4 365        | 28,15        | 5 475         | 35,31         |
| Blancs et nuls | Blancs et nuls | Blancs et nuls            | 450          | 4,04         | 391           | 3,90          |
| Exprimés       | Exprimés       | Exprimés                  | 10 691       | 95,96        | 9 640         | 96,10         |

### XVIearrondissement- Passy
| Candidats      | Candidats        | Étiquette           | Premier tour | Premier tour |
| Candidats      | Candidats        | Étiquette           | Voix         | %            |
| -------------- | ---------------- | ------------------- | ------------ | ------------ |
|                | Pierre Marmottan | Républicain radical | 3 899        | 60,19        |
|                | Dehaynin         | Centre droit        | 2 579        | 39,81        |
|                |                  |                     |              |              |
| Inscrits       | Inscrits         | Inscrits            | 7 993        | 100,00       |
| Votants        | Votants          | Votants             | 6 653        | 83,24        |
| Abstention     | Abstention       | Abstention          | 1 340        | 16,76        |
| Blancs et nuls | Blancs et nuls   | Blancs et nuls      | 175          | 2,63         |
| Exprimés       | Exprimés         | Exprimés            | 6 478        | 97,37        |

### XVIIearrondissement- Batignolles
| Candidats      | Candidats       | Étiquette                 | Premier tour | Premier tour |
| Candidats      | Candidats       | Étiquette                 | Voix         | %            |
| -------------- | --------------- | ------------------------- | ------------ | ------------ |
|                | Édouard Lockroy | Républicain intransigeant | 10 171       | 68,84        |
|                | Puteaux         | Centre droit              | 3 883        | 26,28        |
|                | De Carbonnel    | Légitimiste               | 720          | 4,87         |
|                |                 |                           |              |              |
| Inscrits       | Inscrits        | Inscrits                  | 19 703       | 100,00       |
| Votants        | Votants         | Votants                   | 15 472       | 78,53        |
| Abstention     | Abstention      | Abstention                | 4 231        | 21,47        |
| Blancs et nuls | Blancs et nuls  | Blancs et nuls            | 698          | 4,51         |
| Exprimés       | Exprimés        | Exprimés                  | 14 774       | 95,49        |

#### Élection partielle des 16 et 30 avril 1876
Édouard Lockroy a été élu dans deux circonscriptions et a opté pour la 1re circonscription d'Aix. Des élections sont donc organisées dans le 17e arrondissement les 16 et 30 avril 1876.
| Candidat       | Candidat             | Parti               | Premier tour | Premier tour | Second tour | Second tour |
| Candidat       | Candidat             | Parti               | Voix         | %            | Voix        | %           |
| -------------- | -------------------- | ------------------- | ------------ | ------------ | ----------- | ----------- |
|                | Pascal Duprat élu    | Gauche républicaine | 5 211        | 35,96        | 6 005       | 41,44       |
|                | Edme Charles Chabert | Extrême gauche      | 3 963        | 27,35        | 5 578       | 39,92       |
|                | Desprès              | Appel au peuple     | 2 044        | 14,11        | 2 529       | 17,45       |
|                | Severiano de Hérédia | Union républicaine  | 2 209        | 15,24        |             |             |
|                | De Carbonnel         | Légitimiste         | 913          | 6,30         |             |             |
|                | Autres               |                     | 151          | 1,04         |             |             |
|                |                      |                     |              |              |             |             |
| Exprimés       | Exprimés             | Exprimés            | 14 491       | 99,86        | 14 112      | 98,90       |
| Blancs et nuls | Blancs et nuls       | Blancs et nuls      | 20           | 0,14         | 157         | 1,10        |
| Votants        | Votants              | Votants             | 14 511       | 70,64        | 14 269      | 69,46       |
| Abstention     | Abstention           | Abstention          | 6 032        | 29,36        | 6 274       | 30,54       |
| Inscrits       | Inscrits             | Inscrits            | 20 543       | 100,00       | 20 543      | 100,00      |

### XVIIIearrondissement- Butte-Montmartre
| Candidats      | Candidats          | Étiquette                 | Premier tour | Premier tour |
| Candidats      | Candidats          | Étiquette                 | Voix         | %            |
| -------------- | ------------------ | ------------------------- | ------------ | ------------ |
|                | Georges Clemenceau | Républicain intransigeant | 15 204       | 80,12        |
|                | Arrault            | Républicain modéré        | 3 772        | 19,88        |
|                |                    |                           |              |              |
| Inscrits       | Inscrits           | Inscrits                  | 25 666       | 100,00       |
| Votants        | Votants            | Votants                   | 19 964       | 77,78        |
| Abstention     | Abstention         | Abstention                | 5 702        | 22,22        |
| Blancs et nuls | Blancs et nuls     | Blancs et nuls            | 988          | 4,95         |
| Exprimés       | Exprimés           | Exprimés                  | 18 976       | 95,05        |

### XIXearrondissement- Buttes-Chaumont
| Candidats      | Candidats             | Étiquette                 | Premier tour | Premier tour | Deuxième tour | Deuxième tour |
| Candidats      | Candidats             | Étiquette                 | Voix         | %            | Voix          | %             |
| -------------- | --------------------- | ------------------------- | ------------ | ------------ | ------------- | ------------- |
|                | François Allain-Targé | Républicain intransigeant | 5 197        | 51,48        | 6 320         | 63,86         |
|                | Camille Crémer        | Républicain radical       | 3 087        | 30,58        | 2 584         | 26,11         |
|                | Eugène Delattre       | Républicain radical       | 1 298        | 12,86        |               |               |
|                | Mullet                | Divers                    | 297          | 2,94         | 993           | 10,03         |
|                | Mazaroz               | Républicain conservateur  | 217          | 2,15         |               |               |
|                |                       |                           |              |              |               |               |
| Inscrits       | Inscrits              | Inscrits                  | 15 125       | 100,00       | 15 125        | 100,00        |
| Votants        | Votants               | Votants                   | 11 375       | 75,21        | 10 001        | 66,12         |
| Abstention     | Abstention            | Abstention                | 3 750        | 24,79        | 5 124         | 33,88         |
| Blancs et nuls | Blancs et nuls        | Blancs et nuls            | 1 279        | 11,24        | 104           | 1,04          |
| Exprimés       | Exprimés              | Exprimés                  | 10 096       | 88,76        | 9 897         | 98,96         |

### XXearrondissement
| Candidats      | Candidats      | Étiquette                 | Premier tour | Premier tour |
| Candidats      | Candidats      | Étiquette                 | Voix         | %            |
| -------------- | -------------- | ------------------------- | ------------ | ------------ |
|                | Léon Gambetta  | Républicain radical       | 11 589       | 86,10        |
|                | Donnay         | Républicain intransigeant | 1 490        | 11,07        |
|                | Mazaroz        | Républicain conservateur  | 381          | 2,83         |
|                |                |                           |              |              |
| Inscrits       | Inscrits       | Inscrits                  | 18 074       | 100,00       |
| Votants        | Votants        | Votants                   | 14 211       | 78,63        |
| Abstention     | Abstention     | Abstention                | 3 863        | 21,37        |
| Blancs et nuls | Blancs et nuls | Blancs et nuls            | 751          | 5,28         |
| Exprimés       | Exprimés       | Exprimés                  | 13 460       | 94,72        |

### Arrondissement de Saint-Denis

#### 1recirconscription- Saint-Denis
| Candidats      | Candidats      | Étiquette                 | Premier tour | Premier tour |
| Candidats      | Candidats      | Étiquette                 | Voix         | %            |
| -------------- | -------------- | ------------------------- | ------------ | ------------ |
|                | Louis Blanc    | Républicain intransigeant | 8 386        | 69,84        |
|                | Courvoisier    | Républicain conservateur  | 3 622        | 30,16        |
|                |                |                           |              |              |
| Inscrits       | Inscrits       | Inscrits                  | 18 141       | 100,00       |
| Votants        | Votants        | Votants                   | 16 382       | 90,30        |
| Abstention     | Abstention     | Abstention                | 1 417        | 9,70         |
| Blancs et nuls | Blancs et nuls | Blancs et nuls            | 4 374        | 26,70        |
| Exprimés       | Exprimés       | Exprimés                  | 12 008       | 73,30        |

#### Élection complémentaire pour remplacer Louis Blanc les 9 et 23 avril 1876
| Candidats      | Candidats                  | Étiquette                 | Premier tour | Premier tour | Deuxième tour | Deuxième tour |
| Candidats      | Candidats                  | Étiquette                 | Voix         | %            | Voix          | %             |
| -------------- | -------------------------- | ------------------------- | ------------ | ------------ | ------------- | ------------- |
|                | Camille Sée                | Républicain modéré        | 5 368        | 40,67        | 6 308         | 52,26         |
|                | Édouard Bonnet-Duverdier   | Républicain intransigeant | 3 027        | 22,93        | 5 763         | 47,74         |
|                | Courvoisier                | Républicain conservateur  | 2 112        | 16,00        |               |               |
|                | Emmanuel Félix de Wimpffen | Républicain modéré        | 1 717        | 13,01        |               |               |
|                | Jean Barberet              | Possibiliste              | 712          | 5,39         |               |               |
|                | Malapert                   | Républicain radical       | 166          | 1,26         |               |               |
|                | Laya                       | Républicain radical       | 98           | 0,74         |               |               |
|                |                            |                           |              |              |               |               |
| Inscrits       | Inscrits                   | Inscrits                  | 18 876       | 100,00       | 18 876        | 100,00        |
| Votants        | Votants                    | Votants                   | 13 211       | 69,99        | 12 567        | 66,58         |
| Abstention     | Abstention                 | Abstention                | 5 665        | 30,01        | 6 309         | 33,42         |
| Blancs et nuls | Blancs et nuls             | Blancs et nuls            | 11           | 0,08         | 496           | 3,95          |
| Exprimés       | Exprimés                   | Exprimés                  | 13 200       | 99,92        | 12 071        | 96,05         |

#### 2ecirconscription- Neuilly
| Candidats      | Candidats         | Étiquette                 | Premier tour | Premier tour | Deuxième tour | Deuxième tour |
| Candidats      | Candidats         | Étiquette                 | Voix         | %            | Voix          | %             |
| -------------- | ----------------- | ------------------------- | ------------ | ------------ | ------------- | ------------- |
|                | Villeneuve        | Républicain intransigeant | 4 442        | 43,50        | 4 453         | 47,65         |
|                | Édouard Bamberger | Républicain modéré        | 2 764        | 27,07        | 4 893         | 52,35         |
|                | Frédéric Passy    | Républicain modéré        | 1 713        | 16,78        |               |               |
|                | Magnier           | Républicain modéré        | 547          | 5,36         |               |               |
|                | Monod             | Divers                    | 531          | 5,20         |               |               |
|                | Haussmann         | Bonapartiste              | 214          | 2,10         |               |               |
|                |                   |                           |              |              |               |               |
| Inscrits       | Inscrits          | Inscrits                  | 12 900       | 100,00       | 12 900        | 100,00        |
| Votants        | Votants           | Votants                   | 12 144       | 94,14        | 9 624         | 74,60         |
| Abstention     | Abstention        | Abstention                | 756          | 5,86         | 3 274         | 25,40         |
| Blancs et nuls | Blancs et nuls    | Blancs et nuls            | 1 933        | 15,92        | 278           | 2,89          |
| Exprimés       | Exprimés          | Exprimés                  | 10 211       | 84,08        | 9 346         | 97,11         |

#### 3ecirconscription- Courbevoie
| Candidats      | Candidats       | Étiquette                | Premier tour | Premier tour | Deuxième tour | Deuxième tour |
| Candidats      | Candidats       | Étiquette                | Voix         | %            | Voix          | %             |
| -------------- | --------------- | ------------------------ | ------------ | ------------ | ------------- | ------------- |
|                | Émile Deschanel | Républicain conservateur | 2 660        | 40,28        | 3 911         | 66,10         |
|                | Lesage          | Républicain modéré       | 1 946        | 29,47        | 2 006         | 33,90         |
|                | Charles Quentin | Républicain radical      | 1 877        | 28,42        |               |               |
|                | Raoul Duval     | Bonapartiste             | 121          | 1,83         |               |               |
|                |                 |                          |              |              |               |               |
| Inscrits       | Inscrits        | Inscrits                 | 9 636        | 100,00       | 9 636         | 100,00        |
| Votants        | Votants         | Votants                  |              |              | 6 339         | 65,78         |
| Abstention     | Abstention      | Abstention               |              |              | 3 297         | 34,22         |
| Blancs et nuls | Blancs et nuls  | Blancs et nuls           |              |              | 422           | 6,66          |
| Exprimés       | Exprimés        | Exprimés                 | 6 604        |              | 5 917         | 93,34         |

### Arrondissement de Sceaux

#### 1recirconscription- Sceaux
| Candidats      | Candidats        | Étiquette                 | Premier tour | Premier tour |
| Candidats      | Candidats        | Étiquette                 | Voix         | %            |
| -------------- | ---------------- | ------------------------- | ------------ | ------------ |
|                | Benjamin Raspail | Républicain intransigeant | 7 974        | 59,55        |
|                | Hunnebelle       | Centre droit              | 4 226        | 31,56        |
|                | H. Brionne       | Républicain conservateur  | 1 191        | 8,89         |
|                |                  |                           |              |              |
| Inscrits       | Inscrits         | Inscrits                  | 17 936       | 100,00       |
| Votants        | Votants          | Votants                   | 13 613       | 75,90        |
| Abstention     | Abstention       | Abstention                | 4 323        | 24,10        |
| Blancs et nuls | Blancs et nuls   | Blancs et nuls            | 222          | 1,63         |
| Exprimés       | Exprimés         | Exprimés                  | 13 391       | 98,37        |

#### 2ecirconscription- Vincennes
| Candidats      | Candidats             | Étiquette                 | Premier tour | Premier tour | Deuxième tour | Deuxième tour |
| Candidats      | Candidats             | Étiquette                 | Voix         | %            | Voix          | %             |
| -------------- | --------------------- | ------------------------- | ------------ | ------------ | ------------- | ------------- |
|                | Alfred Talandier      | Républicain intransigeant | 6 133        | 50,30        | 6 604         | 57,07         |
|                | Jules-Auguste Béclard | Républicain modéré        | 4 038        | 33,12        | 4 967         | 42,93         |
|                | Desvignes             | Centre droit              | 2 022        | 16,58        |               |               |
|                |                       |                           |              |              |               |               |
| Inscrits       | Inscrits              | Inscrits                  | 16 244       | 100,00       | 16 244        | 100,00        |
| Votants        | Votants               | Votants                   | 12 268       | 75,52        | 11 710        | 72,09         |
| Abstention     | Abstention            | Abstention                | 3 976        | 24,48        | 4 534         | 27,91         |
| Blancs et nuls | Blancs et nuls        | Blancs et nuls            | 75           | 0,61         | 139           | 1,19          |
| Exprimés       | Exprimés              | Exprimés                  | 12 193       | 99,39        | 11 571        | 98,81         |

## Sources
1. 1 2 3 4 5 6 7 8 9 10 11 12 13 14 15 16 17 18 19 20 21 22 23 24 25 26 27 28 29 30 31 32 33 34 35 36 37 38 39 40 41 42 43 44 45 46 47 48 49 50 51  « Le Temps », sur Gallica, 22 février 1876 (consulté le 16 avril 2021)
2. 1 2 3 4 5 6  « Le Gaulois : littéraire et politique », sur Gallica, 22 février 1876 (consulté le 22 mai 2021)
3. ↑  « Pierre, Emmanuel Tirard - Base de données des députés français depuis 1789 - Assemblée nationale », sur www2.assemblee-nationale.fr (consulté le 22 mai 2021)
4. ↑  « Pierre, Eugène, Émile Brelay - Base de données des députés français depuis 1789 - Assemblée nationale », sur www2.assemblee-nationale.fr (consulté le 22 mai 2021)
5. ↑  « Eugène Spuller - Base de données des députés français depuis 1789 - Assemblée nationale », sur www2.assemblee-nationale.fr (consulté le 22 mai 2021)
6. ↑  « Désiré, Jean Barodet - Base de données des députés français depuis 1789 - Assemblée nationale », sur www2.assemblee-nationale.fr (consulté le 22 mai 2021)
7. 1 2 3  « Louis, Jean, Joseph, Charles Blanc - Base de données des députés français depuis 1789 - Assemblée nationale », sur www2.assemblee-nationale.fr (consulté le 22 mai 2021)
8. ↑  « Pierre Denfert-Rochereau - Base de données des députés français depuis 1789 - Assemblée nationale », sur www2.assemblee-nationale.fr (consulté le 22 mai 2021)
9. ↑  « Charles, Félix Frébault - Base de données des députés français depuis 1789 - Assemblée nationale », sur www2.assemblee-nationale.fr (consulté le 22 mai 2021)
10. ↑  « Louis, Charles, Elie, Armanieu Decazes de Glücksbjerg - Base de données des députés français depuis 1789 - Assemblée nationale », sur www2.assemblee-nationale.fr (consulté le 22 mai 2021)
11. ↑  « Marie, Joseph, Louis, Adolphe Thiers - Base de données des députés français depuis 1789 - Assemblée nationale », sur www2.assemblee-nationale.fr (consulté le 23 mai 2021)
12. ↑  « Henri, Eugène Brisson - Base de données des députés français depuis 1789 - Assemblée nationale », sur www2.assemblee-nationale.fr (consulté le 23 mai 2021)
13. ↑  « Charles, Thomas Floquet - Base de données des députés français depuis 1789 - Assemblée nationale », sur www2.assemblee-nationale.fr (consulté le 23 mai 2021)
14. ↑  « Jean, Louis Greppo - Base de données des députés français depuis 1789 - Assemblée nationale », sur www2.assemblee-nationale.fr (consulté le 23 mai 2021)
15. 1 2 3 4 5 6  « L'Union : La Quotidienne, La France, L'Écho francais », sur Gallica, 11 avril 1876 (consulté le 17 septembre 2022)
16. ↑  « François, Jean Cantagrel - Base de données des députés français depuis 1789 - Assemblée nationale », sur www2.assemblee-nationale.fr (consulté le 17 septembre 2022)
17. ↑  « Eugène, François, Germain Casse - Base de données des députés français depuis 1789 - Assemblée nationale », sur www2.assemblee-nationale.fr (consulté le 23 mai 2021)
18. ↑  « Eugène, Jérôme Farcy - Base de données des députés français depuis 1789 - Assemblée nationale », sur www2.assemblee-nationale.fr (consulté le 23 mai 2021)
19. ↑  « Pierre, Joseph, Henri Marmottan - Base de données des députés français depuis 1789 - Assemblée nationale », sur www2.assemblee-nationale.fr (consulté le 23 mai 2021)
20. ↑  « Edouard, Etienne Simon dit Lockroy - Base de données des députés français depuis 1789 - Assemblée nationale », sur www2.assemblee-nationale.fr (consulté le 23 mai 2021)
21. ↑  « Georges, Eugène, Benjamin Clemenceau - Base de données des députés français depuis 1789 - Assemblée nationale », sur www2.assemblee-nationale.fr (consulté le 23 mai 2021)
22. ↑  « François, Henri, René Allain-Targé - Base de données des députés français depuis 1789 - Assemblée nationale », sur www2.assemblee-nationale.fr (consulté le 23 mai 2021)
23. ↑  « Léon, Michel Gambetta - Base de données des députés français depuis 1789 - Assemblée nationale », sur www2.assemblee-nationale.fr (consulté le 23 mai 2021)
24. ↑  « Camille, Salomon Sée - Base de données des députés français depuis 1789 - Assemblée nationale », sur www2.assemblee-nationale.fr (consulté le 17 septembre 2022)
25. ↑  « Edouard, Adrien Bamberger - Base de données des députés français depuis 1789 - Assemblée nationale », sur www2.assemblee-nationale.fr (consulté le 24 mai 2021)
26. ↑  « Emile, Auguste, Etienne Deschanel - Base de données des députés français depuis 1789 - Assemblée nationale », sur www2.assemblee-nationale.fr (consulté le 24 mai 2021)
27. ↑  « Benjamin, François, Vincent Raspail - Base de données des députés français depuis 1789 - Assemblée nationale », sur www2.assemblee-nationale.fr (consulté le 24 mai 2021)
28. ↑  « Alfred, Pierre, Théodore Talandier - Base de données des députés français depuis 1789 - Assemblée nationale », sur www2.assemblee-nationale.fr (consulté le 24 mai 2021)